# جورج ای فیلبریک
جورج ای فیلبریک (به انگلیسی: George Arthur Philbrick) از طریق شرکت خود جورج ای فیلبریک ریسرچز مسئول تجاری‌سازی و پذیرش گسترده تقویت‌کننده‌های عملیاتی در سال ۱۹۵۳، جزء رایج سامانه‌های الکترونیکی آنالوگ، و اختراع و تجاری‌سازی رایانه‌های آنالوگ الکترونیکی براساس اصل تقویت‌کننده عملیاتی بود. . اختراع، یا نوآوری-همکارانه تقویت‌کننده عملیاتی نیز به تعدادی دیگر از افراد، از جمله تیم آزمایشگاه‌های بل مبتنی‌بر نیازهای-جنگی به رهبری کلارنس آ. لاول (سی ای لاول و همکاران، ۱۹۴۰ به بعد) و لوبی جولی نسبت داده شده‌است.
نامگذاری واقعی تقویت‌کننده عملیاتی احتمالاً در مقاله کلاسیک ۱۹۴۷ توسط جان راگازینی و همکاران رخ داده‌است. با این حال، محاسبات آنالوگ با استفاده از تقویت‌کننده‌های عملیاتی همان‌طور که امروز می‌شناسیم با کار گروه نیازهای جنگ به رهبری کلارنس لاول در آزمایشگاه بل، در حدود سال ۱۹۴۰ آغازشد (که عموماً در مقاله جان راگازینی تأیید شده‌است). در سال ۱۹۵۲، تحقیقات جورج ای فیلبریک (GAP/R) K2-W را معرفی کرد که «مدل T» تقویت‌کننده آپ-امپ در نظر گرفته می‌شود.

## کتابشناسی - فهرست کتب
- Lovell, C.A. , et al. , "Artillery Predictor," US Patent 2,404,081, filed May 1, 1941, issued September 24, 1946. (The mathematics of analog computer system using op amps for functions of repeating, inverting and summing amplifiers, plus differentiation).
- Lovell, C.A. , et al. , "Electrical Computing System," US Patent 2,404,387, filed May 1, 1941, issued July 23, 1946. (An analog computer system using op amps for control).
- Lovell, C. A. "Continuous Electrical Computation," Bell Laboratories Record, 25, March, 1947, pp. 1 14–118. (An overview of various fire-control analog computational circuits of the T10 and M9 systems, many illustrating uses of op amps).
- Nyquist, H. “Regeneration theory,” Bell System Technical Journal, vol. 11, pp. 126–147, Jan. 1932.
- Black, H.S. “Stabilized feedback amplifiers,” Bell System Technical Journal, vol. 13, pp. 1–18, Jan. 1934.
- Bode, H.W. “Relations between attenuation and phase in feedback amplifier design,” Bell System Technical Journal, vol. 19, pp. 412–454, July 1940.
- Lovell, C. A. “Continuous electrical computation,” Bell Laboratories Record, vol. 25, no. 3, pp. 114–118, Mar. 1947.
- Ragazzini, J.R. , Randall, R.H. , and Russell, F.A. “Analysis of problems in dynamics by electronic circuits,” Proceedings of the IRE, vol. 35, pp. 444–452, May 1947.
- Philbrick, G.A. “Designing industrial controllers by analog,” Electronics, vol. 21, no. 6, pp. 108–111, 1948. Analog Circuit Design 12 34.